# مشاع عزيز باران (اسماعيلي كرمان)
مشاع عزیز باران (بالإنجليزية: Masha-ye Azizbaran)‏ هي منطقة سكنية تقع في إيران في كرمان.